# Andreas Noga
Andreas Noga (* 7. Juli 1968 in Koblenz) ist ein deutscher Autor.

## Leben und Werk
Seit 1996 veröffentlicht Andreas Noga Gedichte, Essays, Kurzprosa und Buchbesprechungen in Anthologien, Jahrbüchern, literarischen Kalendern, Literaturzeitschriften, Künstlerbüchern sowie im Radio und im Internet.
2012 wurde ihm für die Arbeit an einer Gedichtsammlung, die den Arbeitstitel Aufgeladen mit Schweigen trägt, der Martha-Saalfeld-Förderpreis des Landes Rheinland-Pfalz zugesprochen. Von 2003 bis 2013 war er Lyrikredakteur der Literaturzeitschrift Federwelt. Er ist freier Mitarbeiter der Lyrikzeitschrift Faltblatt und der Edition YE. Noga ist Mitglied im Bundesverband junger Autoren und Autorinnen (BVjA). Von 2008 bis 2012 war er Vorstandsmitglied im Verband deutscher Schriftsteller (VS).
Im Moselort Lehmen wurde 2014 ein mit Texten von Andreas Noga bestückter Lyrikwanderweg eingerichtet. Den Weg säumen auf einer Länge von 6 Kilometern Stelen mit Texten, die einen Impuls zur jeweiligen Landschaft geben.
Andreas Noga lebt in Alsbach im Westerwald.

## Einzeltitel
- Erdennah. Gedichte. adeo Verlag, Asslar 2016, ISBN 978-3-86334-075-9
- Kurz & Gott. Gedichte. adeo Verlag, Asslar 2015, ISBN 978-3-86334-119-0.
- Lücken im Lärm. Gedichte. Silver Horse Edition, Marklkofen 2010, ISBN 978-3-937037-38-7.
- Orakelraum. Lyrische Collagen. Silver Horse Edition, Marklkofen 2008, ISBN 978-3-937037-24-0.
- Bernsteinäugiges Fellchen. Gedichte. Rhein-Mosel-Verlag, Alf 2007, ISBN 978-3-89801-212-6.
- Nacht Schicht. Gedichte. Edition YE, Sistig/Eifel 2004, ISBN 3-87512-189-9.
- Hinter den Schläfen. Gedichte und Fotografien. Künstlerbuch. edition bauwagen, Itzehoe 2000.

## Anthologien und Literaturzeitschriften (Auswahl)
- Axel Kutsch (Hrsg.): Versnetze. Deutschsprachige Lyrik der Gegenwart. Verlag Ralf Liebe, Weilerswist 2008–2011, 2019.
- Shafiq Naz (Hrsg.): Der deutsche Lyrikkalender. alhambra publishing, B-Bertem 2009–2011.
- Axel Kutsch (Hrsg.): An Deutschland gedacht. Lyrik zur Lage des Landes. Verlag Ralf Liebe, Weilerswist 2009.
- Werner Bucher (Hrsg.): Poesie Agenda. orte Verlag, CH-Ruetegg 2004–2019.
- Theo Breuer (Hrsg.): NordWestSüdOst. Gedichte von Zeitgenossen. Edition YE, Sistig/Eifel 2003.
- Theo Breuer (Hrsg.): Wörter sind Wind in Wolken. Edition YE, Sistig/Eifel 2000.
- Hiltrud Herbst und Doris Mendlewitsch (Hrsg.): Schöner Rausch. Gedichte, Reclam, Stuttgart 2013.
- Klaus Seehafer (Hrsg.), Deutsche Städte, Gedichte. Reclam, Stuttgart 2013.
- Rainer Stolz und Udo Wenzel (Hrsg.): Haiku hier und heute. Deutscher Taschenbuch Verlag, München 2012.
- Literaturzeitschriften: die horen, Faltblatt, Federwelt, Freiberger Lesehefte, Matrix, Muschelhaufen, Signum.

## Auszeichnungen
- 2008: Autor des Monats März in Rheinland-Pfalz[3]
- 2010: Kunstpreis Lotto Rheinland-Pfalz
- 2012: Martha-Saalfeld-Förderpreis des Landes Rheinland-Pfalz
- 2018: Arbeitsstipendium Literatur des Landes Rheinland-Pfalz